# Drakon
Drakon (grško Δράκων, Drakōn) je bil prvi znan zakonodajalec v Atenah v antični Grčiji. Prevladujoč sistem ustnega prava in krvnega maščevanja je zamenjal z zapisanim zakonikom, ki ga je uresničevalo le sodišče. Drakon je bil prvi demokratični zakonodajalec, zahtevali so ga atenski državljani, a se niso zavedali, da bo določil tako stroge zakone.  
Za Drakonove zakone sta značilni grobost in krutost, pridevnik drakonski se nanaša na neprizanesljiva pravila ali zakone.

## Življenje
Med 39. olimpijado, leta 622 ali 621 pred našim štetjem, je Drakon napisal zakonik, po katerem je postal prepoznaven.
O njegovem življenju vemo malo. Morda je pripadal grškemu plemstvu Atike. V Sudi, bizantinski enciklopediji iz 10. stoletja, piše o njem kot sodobniku  pred obdobjem sedmih grških modrecev. Znana je tudi ljudska zgodba o njegovi smrti v Ajgininem gledališču.  V tradicionalni grški predstavi so njegovi privrženci "vrgli toliko kap, majic in plaščev na njegovo glavo, da se je zadušil in je bil pokopan v istem gledališču".  Resnica o njegovi smrti še vedno ni jasna, vendar vemo, da je bil Drakon izgnan iz Aten na sosednji otok, ki so ga Atenci imenovali ΑΕ-gi'na, na katerem je preživel preostanek svojega življenja. 

## Drakonova ustava
Zakoni (θεσμοί – tesmoi) so prva napisana ustava v Atenah. Da so bili vsi seznanjeni z njimi, so bili objavljeni na lesenih tablicah (ἄξονες – ahones), ki so bile ohranjene skoraj dve stoletji na stelah v obliki treh dvostranskih piramid (κύρβεις – kirbeis). Tablice so se imenovale ahones morda zato, ker so se lahko zavrtele vzdolž osi piramide, da so se brale z vseh strani.
Ustava je imela nekaj pomembnih novosti:
- namesto ustnih zakonov, ki jih je aristokracija samovoljno uporabljala in razlagala, so bili vsi zakoni napisani, tako da so jih poznali vsi pismeni državljani (ki so se lahko pritožili areopagu zaradi krivice): "ustava je nastala z Drakonom, ko je bil napisan prvi zakon" (Aristotel: Atenska ustava, 5. del, 41. oddelek);
- zakoni razlikujejo med umorom in neprostovoljnim umorom.

Zakoni so bili še posebej ostri. Na primer, vsak dolžnik, katerega status je bil nižji od njegovega upnika, je bil prisiljen v suženjstvo.  Kazen je bila milejša za tiste, ki so dolgovali članu nižjega razreda. Smrtna kazen je bila kazen za celo manjša kazniva dejanja, kot je "kraja zelja".  V zvezi z liberalno uporabo smrtne kazni v drakonskem zakoniku Plutarh navaja: "Pravijo, da je Drakon sam, ko so ga vprašali, zakaj je določena smrtna kazen za večino dejanj, odgovoril, da si po njegovem mnenju manjši prestopki zaslužijo smrt, za večje pa se ne more domisliti strožje kazni." 
Vse njegove zakone je razveljavil Solon v zgodnjem 6. stoletju pr. n. št., razen zakona o umoru. 

## Zakon o umoru
Po obširni razpravi so se Atenci odločili za spremembo zakonodaje, tudi zakona o umoru, leta 409 pred našim štetjem.  Zakon o umoru je bil zelo podrobno napisan, navaja razmerje med sorodniki žrtve in pregonom morilca. Po ohranjenem delu napisa je bila kazen za nenamerni umor izgnanstvo.
Ni jasno, ali je Drakonov zakon določil kazen za namerni umor. Leta 409 pred našim štetjem je bil namerni umor kaznovan s smrtjo, vendar se Drakonov zakon začne: καὶ ἐὰμ μὲ 'κ [π] ρονοί [α] ς [κ] τ [ένει τίς τινα, φεύγ] ε [ν], kar je dvoumno in je težko prevesti. Mogoče je prevesti kot: "Tudi če človek ni namerno ubil drugega, je bil pregnan." 

## Svet štiristotih
Drakon je z žrebom določil svet štiristotih , ki se je razlikoval od areopaga, ki se je razvil v poznejših ustavah in je igral pomembno vlogo v atenski demokraciji. Aristotel ugotavlja, da je Drakon, ko je imel zakone napisane, le zakonsko uredil obstoječo nenapisano atensko ustavo, kot je določitev natančne usposobljenosti za upravičenost uradov.
Drakon je razširil volilno pravico na vse svobodne moške z vojaško opremo. Svet štiristotih so izvolili med seboj; devet arhontov in finančnikov so bile osebe, ki so imele neobremenjene nepremičnine z ne manj kot deset min, generali (strategoi) in poveljniki konjenice (hiparhoi) tisti, ki so imeli neobremenjeno lastnino za najmanj sto min in so imeli otroke, rojene v zakoniti zakonski zvezi več kot deset let. Ob njihovi smrti se je njihova nepremičnina prenesla na pristojnega dediča. Ti uradniki so morali obdržati svoj položaj kot pritanes (svetniki), strategoi (generali) in hiparhoi (poveljniki konjenice) iz preteklega leta, dokler niso bili pregledani njihovi računi. "Svet areopaga je bil varuh zakonov in je bedel nad sodniki, da so uresničevali svoja pooblastila v skladu z zakoni. Vsaka oseba, ki je čutila, da ji je bila storjena krivica, je o tem obvestila svet areopaga, ki je razglasil, kateri zakon je bil prekršen pri navedeni krivici in po katerem bo odločil. Toda, kot je že bilo rečeno, so bila posojila zavarovana za osebe proti dolžnikom in dežela je bila v rokah peščice."